# Индекс потребительской уверенности
Индекс потребительской уверенности (Consumer Confidence Index, CCI) — индикатор, разработанный для измерения потребительской уверенности, определенной как степень оптимизма относительно состояния экономики, который население выражает через своё потребление и сбережение.

## Индекс потребительской уверенности в РФ
Регулярные опросы потребительского поведения населения в России проводятся Росстатом с 1998 г. ежеквартально (в феврале, мае, августе и ноябре) с охватом 5,0 тыс. человек в возрасте 16 лет и старше, проживающих в частных домохозяйствах, во всех субъектах Российской Федерации.
Анкета обследования включает вопросы о субъективном мнении респондента об общей экономической ситуации и личном материальном положении, о ситуации на рынках товаров (услуг) и сбережений. Ответы респондентов распределяются по следующим вариантам:
1. определенно положительные или определенно отрицательные (очень хорошее, очень благоприятное/очень плохое, совсем неблагоприятное);
2. скорее положительные или скорее отрицательные (хорошее, скорее благоприятное/плохое, скорее неблагоприятное);
3. нейтральные (среднее, «плюсов» и «минусов» одинаково).

Согласно методике Европейской Комиссии, рассчитываются значения частных индексов и обобщающего индекса потребительской уверенности населения.
Частные индексы рассчитываются на основе сведения баланса оценок респондентов (в процентах) по соответствующему вопросу анкеты.
Баланс оценок представляет собой разность между суммой долей (в процентах) определенно положительных и Ѕ скорее положительных ответов и суммой долей (в процентах) определенно отрицательных и Ѕ скорее отрицательных ответов. Нейтральные ответы не принимаются во внимание.
Обобщающий (композитный) индекс — индекс потребительской уверенности — рассчитывается как среднее арифметическое значение пяти частных индексов: произошедших и ожидаемых изменений личного материального положения (1-2), произошедших и ожидаемых изменений экономической ситуации в России (3-4), благоприятности условий для крупных покупок (5).
Полученная в результате обследования потребительских ожиданий населения информация может быть использована, наряду с количественными статистическими данными, для анализа поведенческой модели населения на потребительском рынке, а также при оценке влияния потребительской активности на состояние экономики в целом.

## Индекс потребительской уверенности в США
Основная статья доступна на английском языке: Consumer Confidence Index
В США Индекс потребительской уверенности ежемесячно публикуется неправительственной организацией Conference Board, и основан на выборке из 5000 домохозяйств. Он используется Федеральной резервной системой при выборе целевой ставки процента, а также влияет на котировки акций. Индекс потребительской уверенности начал измеряться в 1967 году, а уровень 1985 года приравнен к 100. 40 % индекса составляют мнения о текущем состоянии экономики, тогда как оставшиеся 60 % соответствуют ожиданиям будущих условий. Индекс потребительской уверенности доступен в разрезе возраста, дохода и региона респондентов.
Другим широко известным индикатором, измеряющим потребительскую уверенность, является Индекс потребительских настроений, публикуемый Мичиганским университетом с 1940-х годов. Оба индекса следуют одной и той же долгосрочной траектории, однако могут давать противоположные сигналы в отдельные месяцы.

## Индекс потребительских настроений
Индекс потребительских настроений по методологии расчёта
похож на индекс потребительской уверенности. Исследования ИПН в России велись с 1993 года. Этим занимался ВЦИОМ, а с 2003 года — Левада-центр. В настоящее время вопросы ИПН приводятся в анкетах в следующих формулировках:
1. «Как изменилось материальное положение Вашей семьи за последний год? (скорее, улучшилось; осталось без изменения; скорее, ухудшилось; затрудняюсь ответить)».
2. «Как, по-Вашему, изменится материальное положение Вашей семьи в ближайший год? (скорее, улучшится; останется без изменения; скорее, ухудшится; затрудняюсь ответить)».
3. «Если говорить об экономических условиях в стране в целом, как Вы считаете, следующие 12 месяцев будут для экономики страны хорошим временем или плохим? (хорошим; хорошим, но не во всем; не хорошим, но и не плохим; плохим, но не во всем; плохим; затрудняюсь ответить)».
4. «А если говорить о следующих пяти годах, то они будут для экономики страны хорошим или плохим временем? (хорошим; не хорошим, но и не плохим; плохим; затрудняюсь ответить)».
5. «Если говорить о крупных покупках для дома (таких, как мебель, холодильник, бытовая электроника, телевизор), то как Вы считаете, сейчас в целом хорошее или плохое время для того, чтобы делать такие покупки? (хорошее; не хорошее, но и не плохое; плохое; затрудняюсь ответить)».

ИПН рассчитывается два раза в год, что делает его более чувствительным к изменению потребительских настроений.